# Merville, Haute-Garonne
 Merville là một xã thuộc tỉnh Haute-Garonne trong vùng Occitanie tây nam nước Pháp. Xã này nằm ở khu vực có độ cao 105-179 mét trên mực nước biển.

## Di tícht

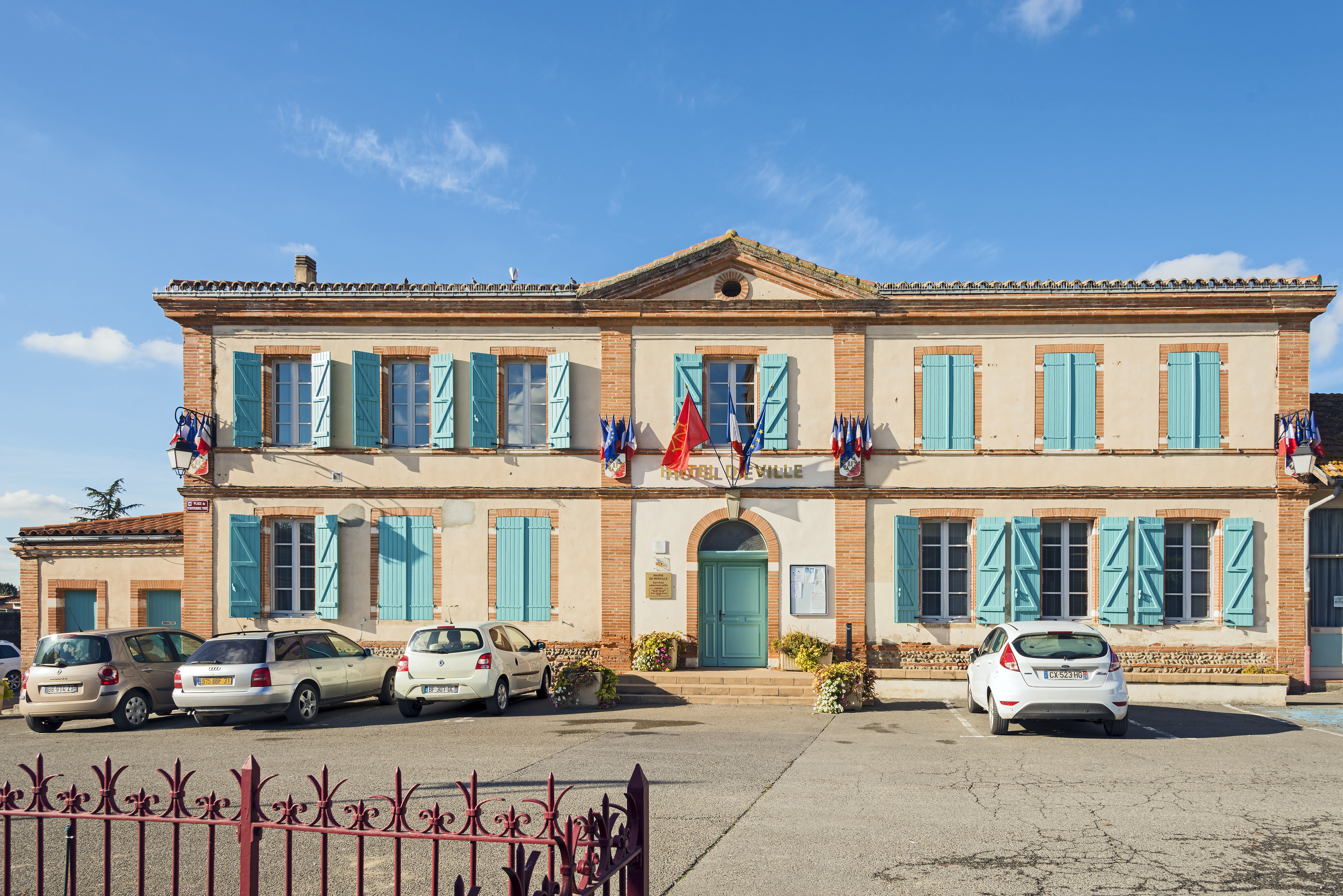
Tòa thị chính.
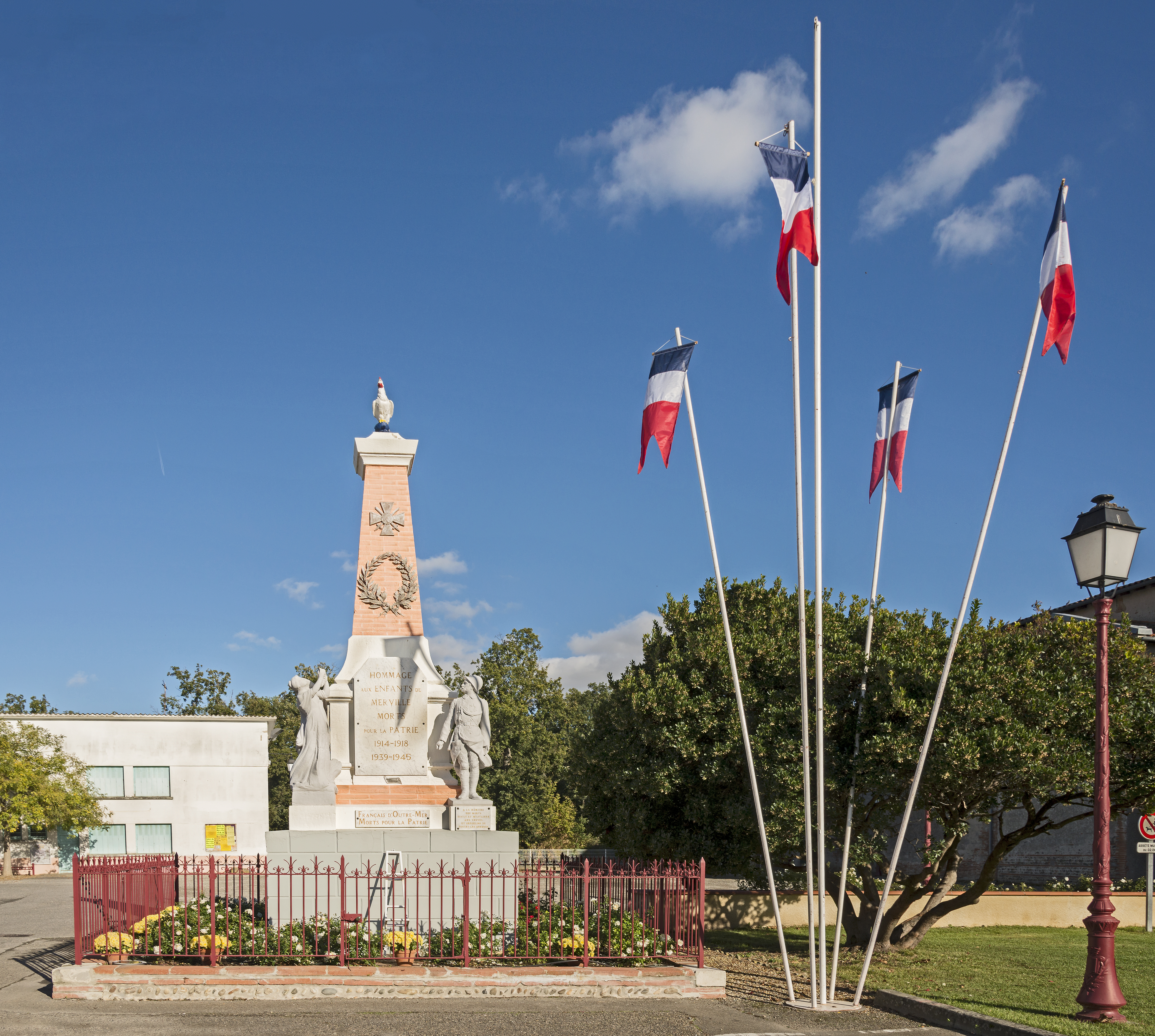
Tưởng niệm chiến tranh
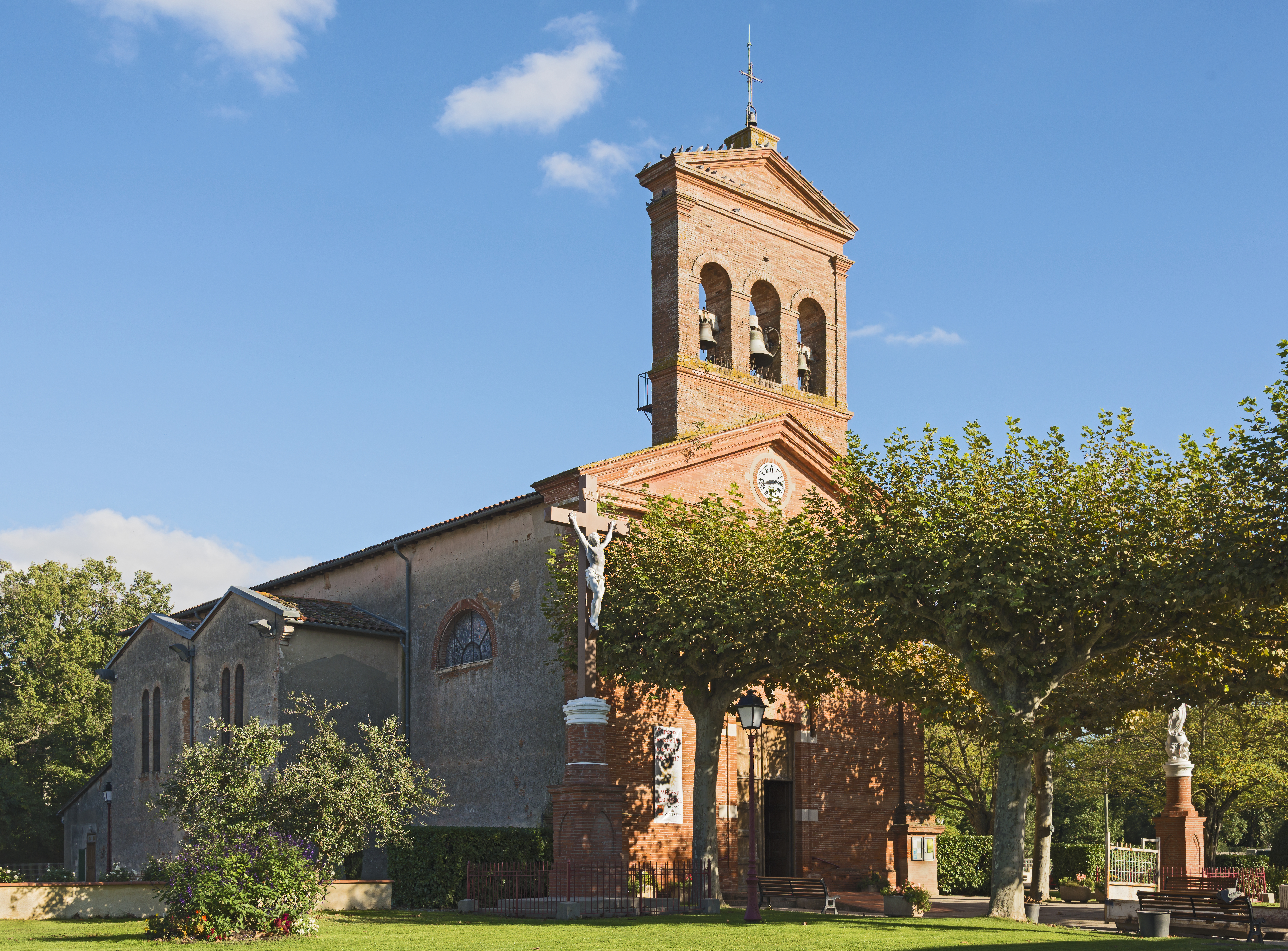
Giáo hội.
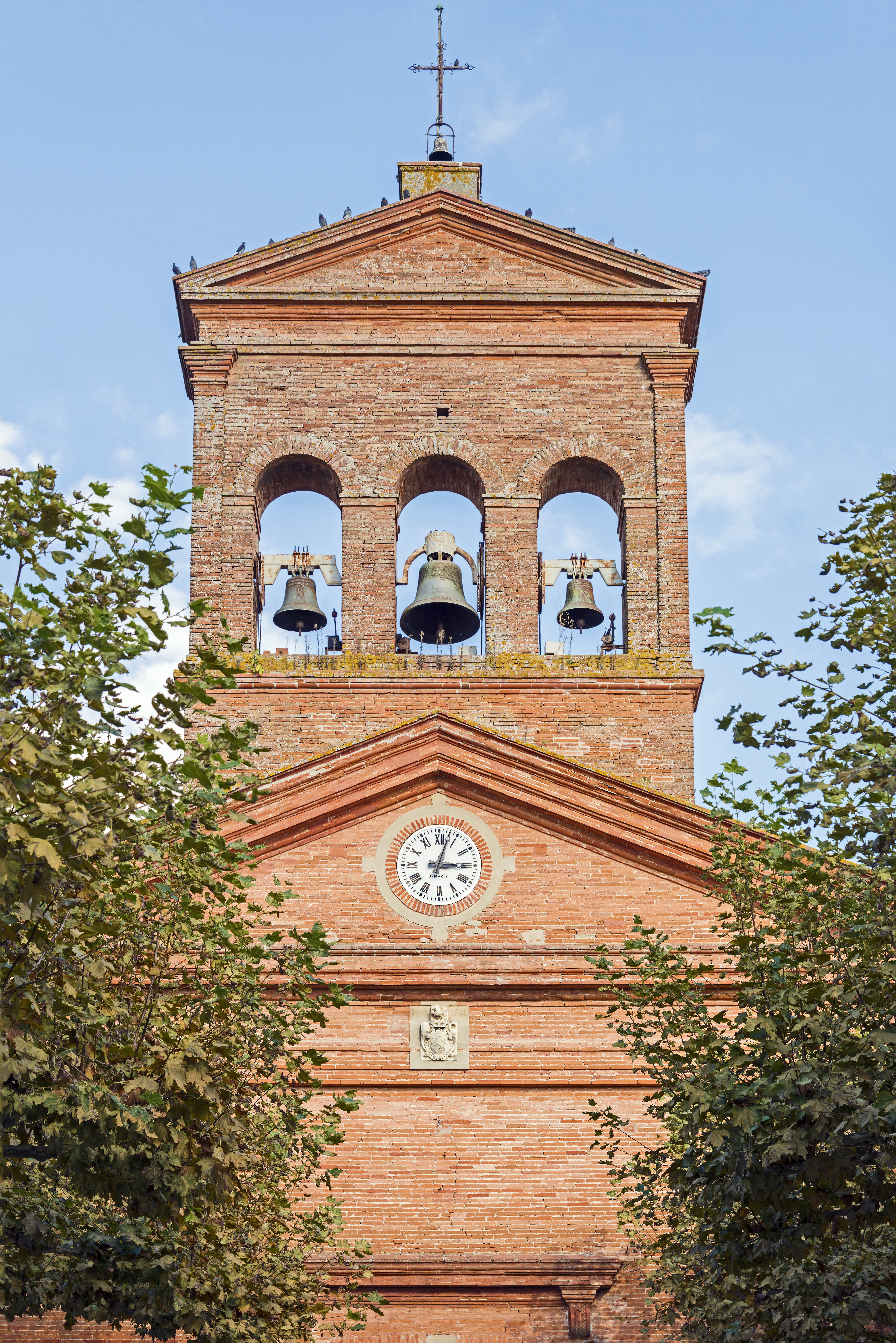
Các tháp chuông.
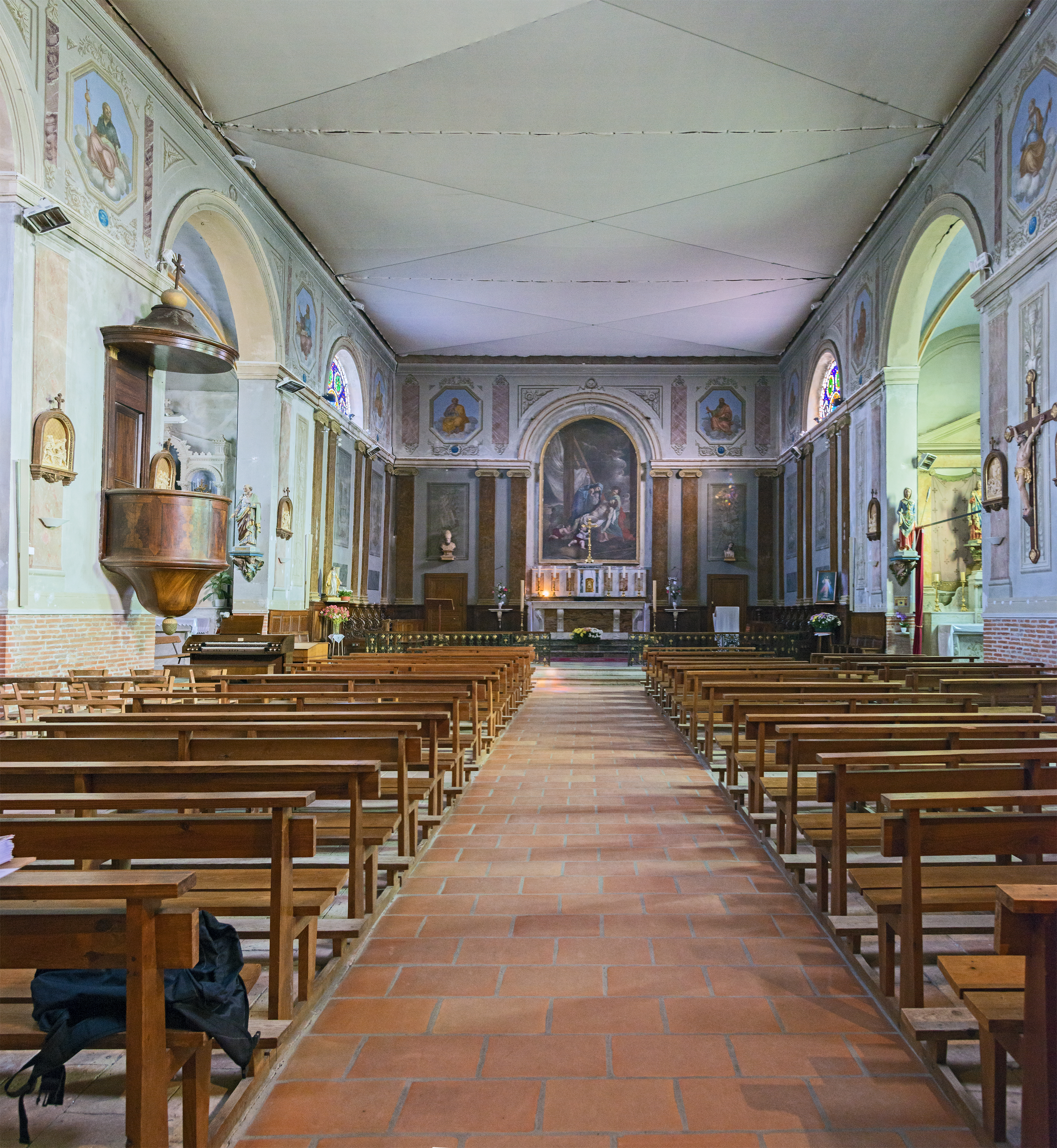
Các Nave.
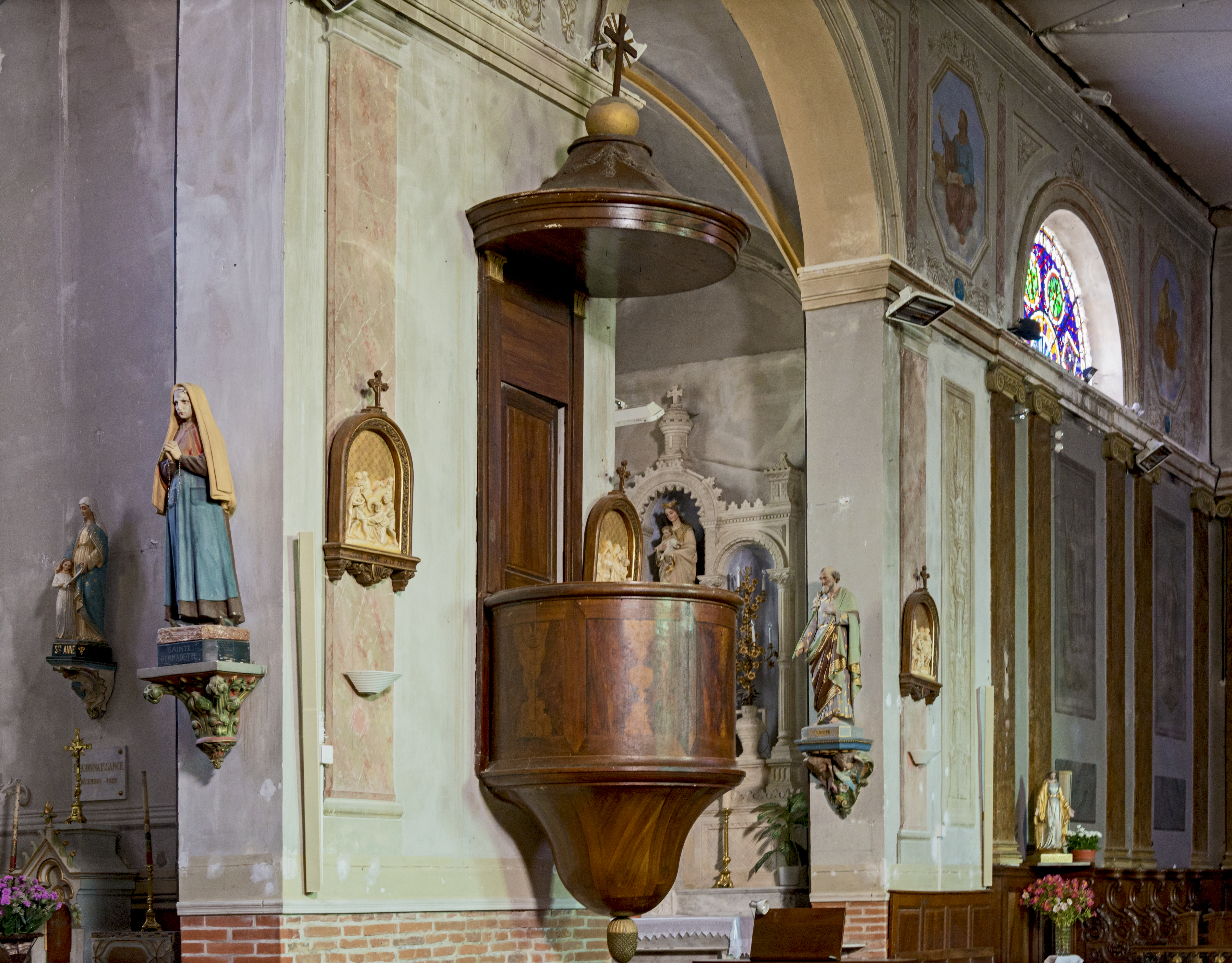
Bục giảng.
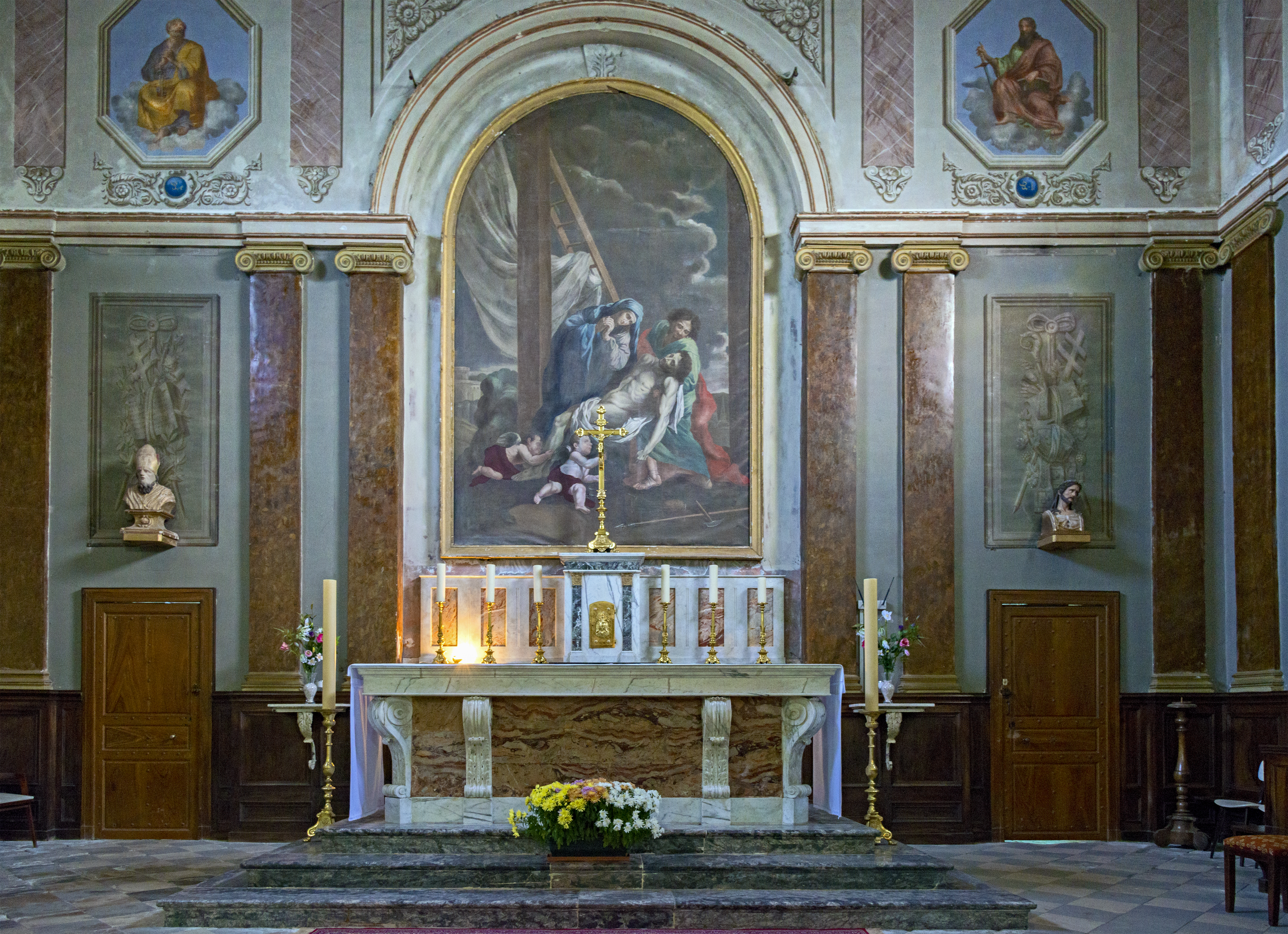
Các bàn thờ.
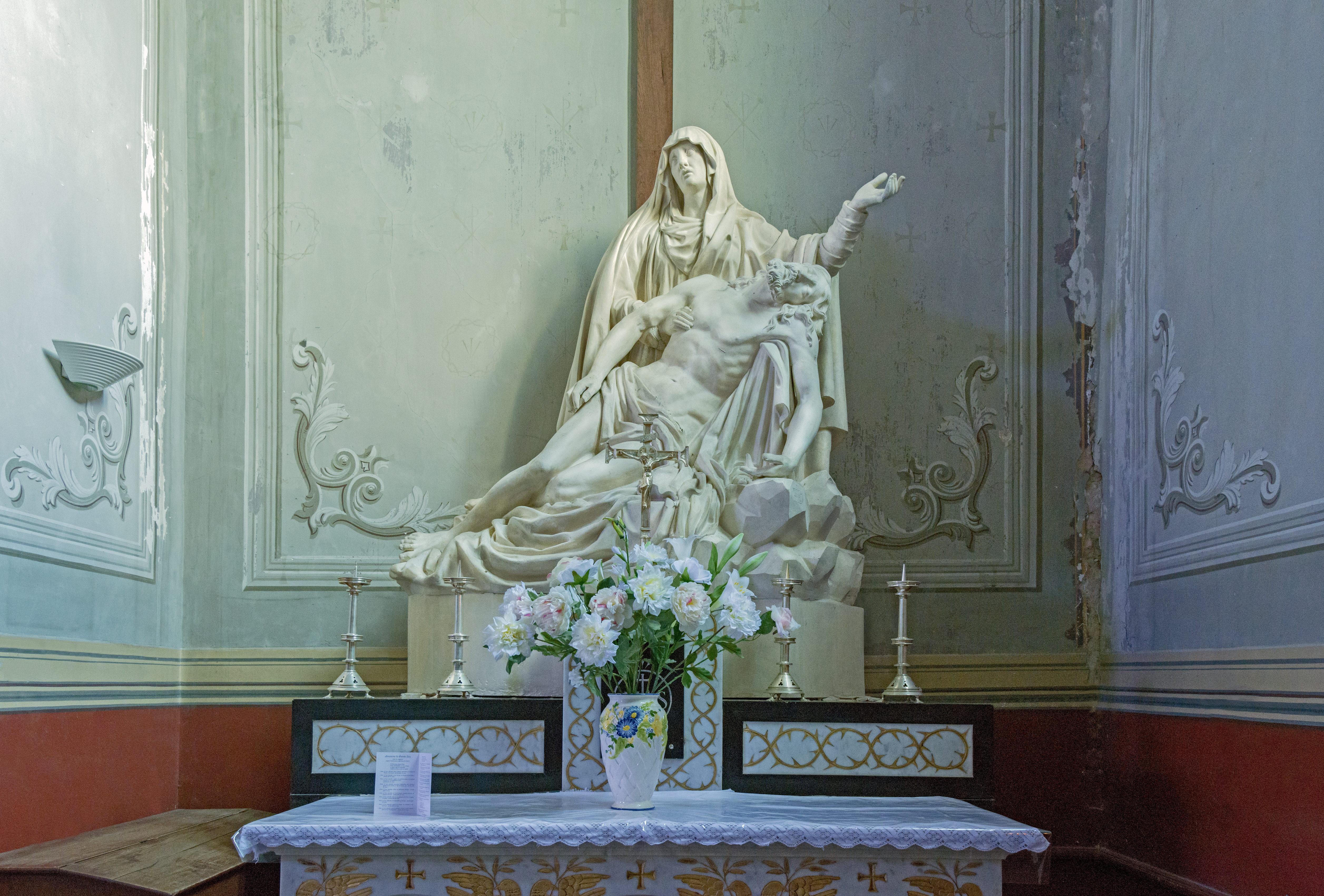